# مسجد جامع صوفیان
مسجد جامع صوفیان، بزرگ‌ترین، مهم‌ترین و کهن‌ترین مسجد شهر صوفیان است که در بافت تاریخی این شهر واقع شده‌است.